# Distretto di Denov
Il distretto di Denov è uno dei 14 distretti della Regione di Surxondaryo, in Uzbekistan. Il capoluogo è Denov.
| Controllo di autorità | VIAF (EN) 161068787 · LCCN (EN) no2010196142 |